# Боралдай (Ордабасинський район)
Боралда́й (каз. Боралдай) — село у складі Ордабасинського району Туркестанської області Казахстану. Входить до складу Кажимуканського сільського округу.
Населення — 415 осіб (2021; 408 у 2009, 383 у 1999, 247 у 1989).